# Khu di tích Pác Bó

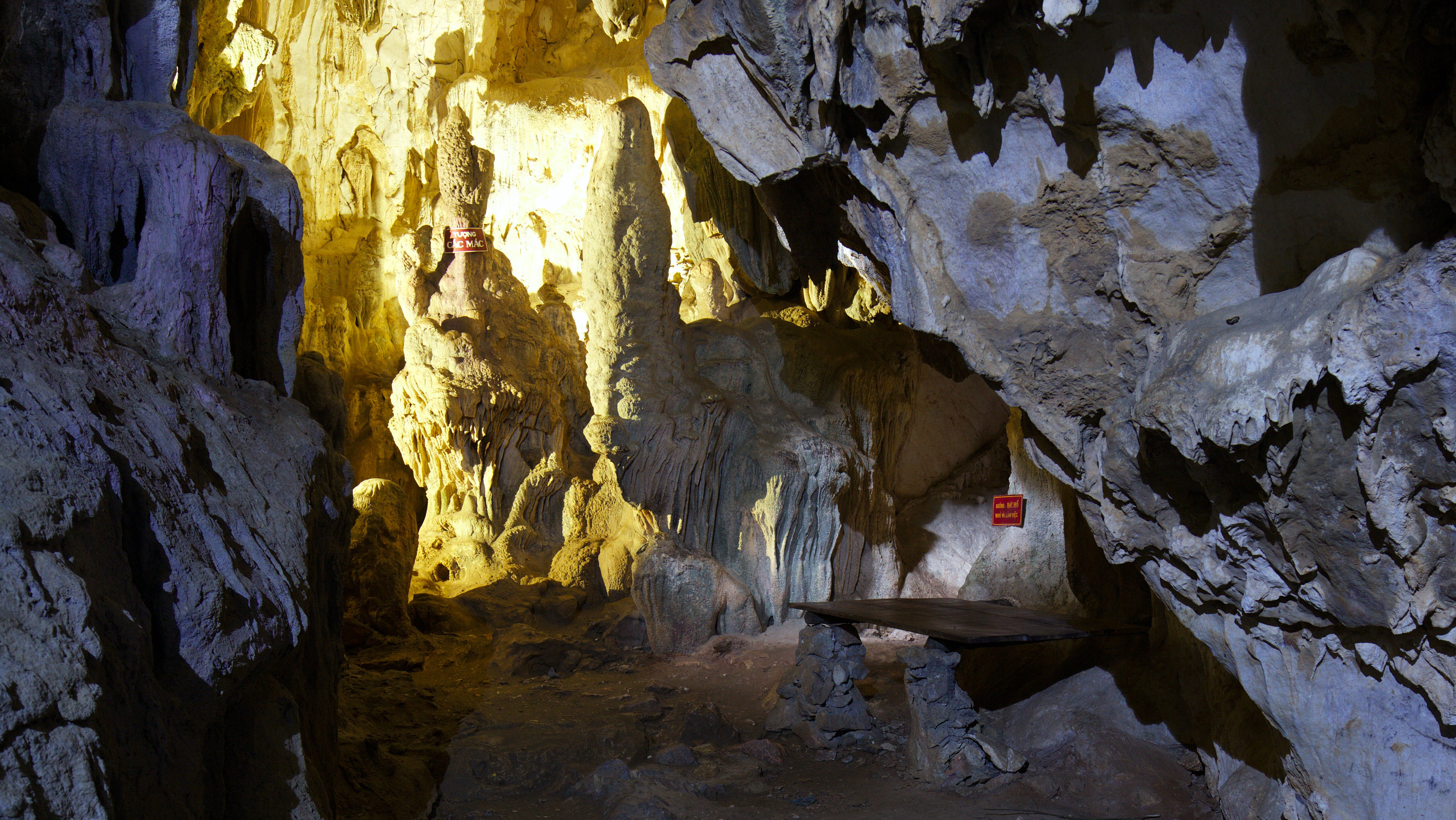
Hang Cốc Bó

Khu di tích Pác Bó là một khu di tích lịch sử cách mạng quốc gia - đặc biệt của Việt Nam, thuộc bản Pác Bó, xã Trường Hà, huyện Hà Quảng, tỉnh Cao Bằng, cách trung tâm thành phố Cao Bằng 52 km về phía Bắc, là điểm đầu (km 0) của đường Hồ Chí Minh .
Khu di tích lịch sử Pác Bó được Thủ tướng Chính phủ xếp hạng Di tích Quốc gia đặc biệt tại Quyết định số 548/QĐ-TTg ngày 10/5/2012.. Khu di tích bao gồm: nhà tưởng niệm Bác Hồ, hang Cốc Bó (tên địa phương có nghĩa là "đầu nguồn"), hang Lũng Lạn, hang Ngườm Vài (đều trên núi Các Mác), suối Lê nin, bàn đá nơi Bác Hồ làm việc, nền nhà ông Lý Quốc Súng, nền nhà ông La Thành, v.v....
Ngày 28 tháng 01 năm 1941, khi về nước, Hồ Chí Minh đã sống và làm việc trong hang Cốc Bó và đặt tên dòng suối trước cửa hang là "suối Lênin" và ngọn núi có hang này là "núi Các Mác". Trước năm 1979 hang Cốc Bó rộng khoảng 15m³, trước cửa hang có một con suối lớn chảy ngầm từ trong núi đá ra, nguồn của con suối là bên phía Bắc của ngọn núi này và thuộc lãnh thổ Trung Quốc. Trong chiến tranh biên giới Việt-Trung năm 1979, quân Trung Quốc đã cho nổ mìn phá hoại hang Cốc Bó. Ngày nay, hang Cốc Bó được khôi phục một phần để phục vụ khách tham quan du lịch.

## Đường đi
Có thể đến khu di tích bằng các đường
- Từ thành phố Cao Bằng đi theo đường tỉnh 203 qua thị trấn Xuân Hòa huyện Hà Quảng.
- Từ vùng phía đông tỉnh Cao Bằng đi theo đường tỉnh 210.